# Lore Deppe
Lore Deppe (* 29. August 1946 in Holzminden) ist eine deutsche Politikerin (parteilos), die als Mitglied der Fraktion (Bündnis 90/Die Grünen) Abgeordnete des niedersächsischen Landtages war.
Deppe besuchte zunächst die Volksschule und wechselte später auf das Gymnasium für Mädchen in Holzminden. Dort machte sie das Abitur und begann im Anschluss ihr Studium für Grund-, Haupt- und Realschullehrerinnen an der Universität in Hamburg. Nach dem Referendariat arbeitete sie als Lehrerin in Hamburg. Zwischen 1980 und 1986 war sie als Lehrerin an der Orientierungsstufenschule Erichshagen-Wölpe, einem Stadtteil von Nienburg/Weser, tätig.
Sie ist Mitglied der Gewerkschaft Erziehung und Wissenschaft (GEW). Deppe ist Feministin und war in der autonomen Frauenbewegung aktiv. Deppe hatte am Aufbau des Nienburger Frauenzentrums teil, ist Mitglied in den Vereinen „Frauen lernen gemeinsam“ e.V., Nienburg und „Sozialwissenschaftliche Forschung und Praxis für Frauen“ e.V. Köln und ferner in der „Fraueninitiative 6. Oktober“ in Bonn.
Als Kandidatin der Wählerinitiative für Demokratie und Umweltschutz (WIDU) war sie zwischen 1981 und 1986 Ratsfrau der Stadt Nienburg. In der 11. Wahlperiode wurde sie über die Landesliste der Partei DIE GRÜNEN zum Mitglied des Niedersächsischen Landtages gewählt, dem sie zwischen dem 21. Juni 1986 bis 20. Juni 1990 angehörte. Sie war als  Vom 9. Juli 1986 bis 20. Juni 1990 war sie als Schriftführerin des Niedersächsischen Landtages gewählt. Ferner war sie vom 15. Juni 1988 bis 5. Juli 1989 stellvertretende Vorsitzende der Landtagsfraktion DIE GRÜNEN.